# Ралль, Йоханн
Йоханн Готлиб Ралль (нем. Johann Gottlieb Rall также Рал англ. Rahl) (1726 — 27 декабря 1776) — немецкий полковник, который командовал гессенскими наёмниками в Сражении при Трентоне против Континентальной армии во время Американской войны за независимость.

## Ранние годы
Йоханн Ралль родился как так называемый «сын полка» примерно в 1726 году. Он родился в семье капитана Иоахима Ралля из Штральзунда, который служил в полку генерал-майора Донопа. Впервые Йоханн упоминается в качестве кадета того же полка 1 марта 1740 года, которым в то время командовал Полковник принц Казимир фон Изенбург из Изенбург-Бирштайна.

## Военная карьера
На службе Ландграфу Гессен-Касселя, он был назначен прапорщиком 25 июля 1741 года, лейтенантом 28 августа 1745 года и капитаном 10 мая 1753 года. Ралль был произведен в майоры 7 мая 1760 года при генерал-майоре Бишхаузене и переведен в январе 1763 года в гарнизонный полк Штейна, где он был назначен подполковником. 22 апреля 1771 года он был переведен в Мансбахский пехотный полк в качестве полковника. Он стал командиром полка в январе 1772 года.
Во время своей военной службы, он успел принять участие в Войне за австрийское наследство (в кампаниях в Баварии и Голландии), также служил в Шотландии во время Второго якобитского восстания. Он участвовал в Семилетней войне (Североамериканской кампании) и принял участие во многих битвах. С сентября 1771 по август 1772 он находился в России и воевал за Екатерину Великую в Четвёртой русско-турецкой войне.

### Американская война за независимость
В 1776 году Ралль находился в пехотном полку 1-й дивизии генерала Филиппа Леопольда де Хайстера и командовал гессенской бригадой численностью 1200 человек, сражавшихся за Британскую империю в Американской войне за независимость. Участвовал в Бруклинском сражении, Сражении при Уайт-Плейнс и принял важную роль в Битве за Трентон, в которой и погиб.

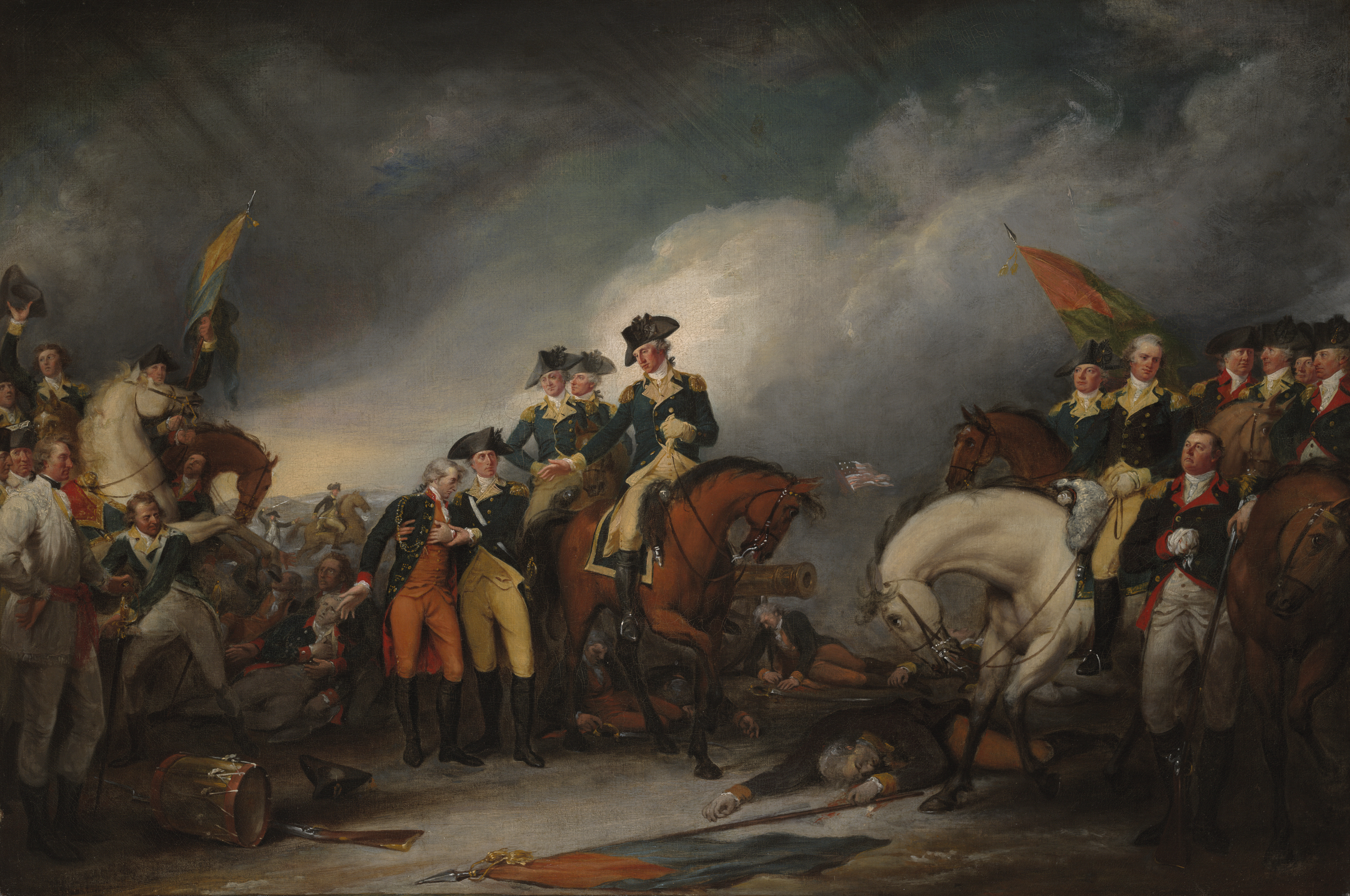
Захват гессенских солдат в Трентоне, 26 декабря, 1776. Картина Джона Трамбулла, показывающая Джорджа Вашингтона и Йоханна Ралля

В ночь с 25 на 26 декабря 1776 года генерал Джордж Вашингтон переправился через реку Делавэр со своими войсками направлялся в Трентон, штат Нью-Джерси. Гессенские полки, расположенные лагерем в Трентоне и его окрестностях под командованием Ралля, были атакованы и окончательно разбиты американской континентальной армией.
Руководя своими войсками во время битвы, Ралль был смертельно ранен. Его дважды прострелили в бок, и его необходимо было отнести обратно в его штаб-квартиру, где он умер той ночью. Перед смертью он потребовал официальной капитуляции перед Вашингтоном.  Записка, извещающая полковника о нападении, позже была обнаружена в кармане его пальто.
Согласно местной традиции, Ралль похоронен в неопознанной могиле на кладбище Первой пресвитерианской церкви на Ист-Стейт-стрит в Трентоне, где его памяти посвящена надпись. 